# Ganaveh (Verwaltungsbezirk)
Ganaveh (persisch گناوه) ist ein Schahrestan (persisch شهرستان) in der iranischen Provinz Buschehr. Er enthält die Stadt Bandar-e Ganaveh, welche die Hauptstadt des Verwaltungsbezirks ist. 

## Demografie
Bei der Volkszählung 2016 betrug die Einwohnerzahl des Schahrestan 102.484. Die Alphabetisierung lag bei 89 Prozent der Bevölkerung. Knapp 78 Prozent der Bevölkerung lebten in urbanen Regionen.
| Zensusjahr | Einwohnerzahl |
| ---------- | ------------- |
| 2011       | 90.493        |
| 2016       | 102.484       |